# 庄边镇
庄边镇是中国福建省莆田市涵江区下辖的一个镇。

## 行政区划
庄边镇下辖以下地区：
前埔村、萍湖村、梨坑村、庄边村、溪西村、徐洋村、百俊村、泮洋村、吉云村、凤际村、岫山村、西音村、松岭村、尚书桥村、赤溪村、黄龙村、黄洋村、山溪村、大汾村、走墘村、岐山村和上院村。